# تشارلي سي
تشارلي سي (بالإنجليزية: Charlie See)‏ هو لاعب كرة قاعدة أمريكي، ولد في 13 أكتوبر 1896 في بليسانتفيل في الولايات المتحدة، وتوفي في 19 يوليو 1948 في بريدجبورت في الولايات المتحدة.

## وصلات خارجية
- تشارلي سي على موقعبيزبول رفرنس.كوم (الدوري الرئيسي) (الإنجليزية)